# 立野正
立野正（たての まさし）は、ヘアメイクアーティストである。
女優、タレントをはじめ、多くの有名人のヘアーメイクの仕事をこなしている。
その実績から、高品質の精油メーカー「Palm Tree」と共同開発したクリーム Natural Balm を発表。
その後 TSブライトニングバームシリーズ を発表し、モデル・女優の愛用者を増やす。

## 人物
本人の個性を引き出すヘアーメイクが認められ、宮崎あおい、菅野美穂、Misia、関めぐみ、三浦春馬、柳生みゆのヘアーメイクを担当する。

## AD
DoCoMo、Levi's、PARCO、トリンプ、コカコーラ、東京ガス、アサヒビール、日本精工、三菱電機、WOWOW、NTTコミュニケーションズ、NIKE、

## Editorial
SWITCH、CUT、H、smart、mini、Men's non no、PHaT PHOTO、popeye、photographica、DAZED

## PhotoBook
- 宮崎あおい　  少女日記the+mme （テーマ）"
- 菅野美穂　"NUDITY"
- 高田延彦　"ALL FOR WIN"
- 高田延彦＆桜庭和志 "WORKS"
- Misia "LOVE IS THE MESSAGE-PROLOGUE"
- 三浦春馬"たぶん"
- 柳生みゆ”みゆ”

## Movie
- "Sound Scape" 監督：末田健　主演：宮崎あおい
- "DECADE" 監督：貫井勇志　主演：虎牙光輝
- "Photograph"　監督：原淳　主演：宮崎あおい
- "さよならの請求書"　監督：岸健太朗 主演：渋川清彦・占部房子
- "ハブと拳骨"2007年　東京国際映画祭コンペィション部門ノミネート作品
2008年ゆうばり映画祭フォーラム部門　招待作品
- "クリエイティブディレクター"：田中雄一郎　監督：中井康友
主演：尚玄、虎牙光輝、石田えり、宮崎あおい

## DV
- KSW/クォン・サンウ"　監督：ピター・ハン　主演：クォン・サンウ
- 宮崎あおいデジタル写真集　"Nature"

## PV
| PV                                     | 監督名                              |
| -------------------------------------- | ----------------------------------- |
| the indigo "UNDER THE BLUE SKY"        | 監督：薗田堅次                      |
| MINMI "STEP"                           | 監督：久保茂昭                      |
| DREAMS COME TRUE "マスカラまつげ"      | 監督：末田健                        |
| つばき"ブラウンシュガーヘアー"         | 監督：浅川英世狼（山田麻衣子 担当） |
| KAME&L.N.K"リズム"                     | 監督：城田（山田麻衣子 担当）       |
| Ailie "風邪の歌" ゆず "うまく言えない" | 監督：今井夏木（三浦春馬 担当）     |